# Ambachtsheerlijkheid Alphen en Rietveld

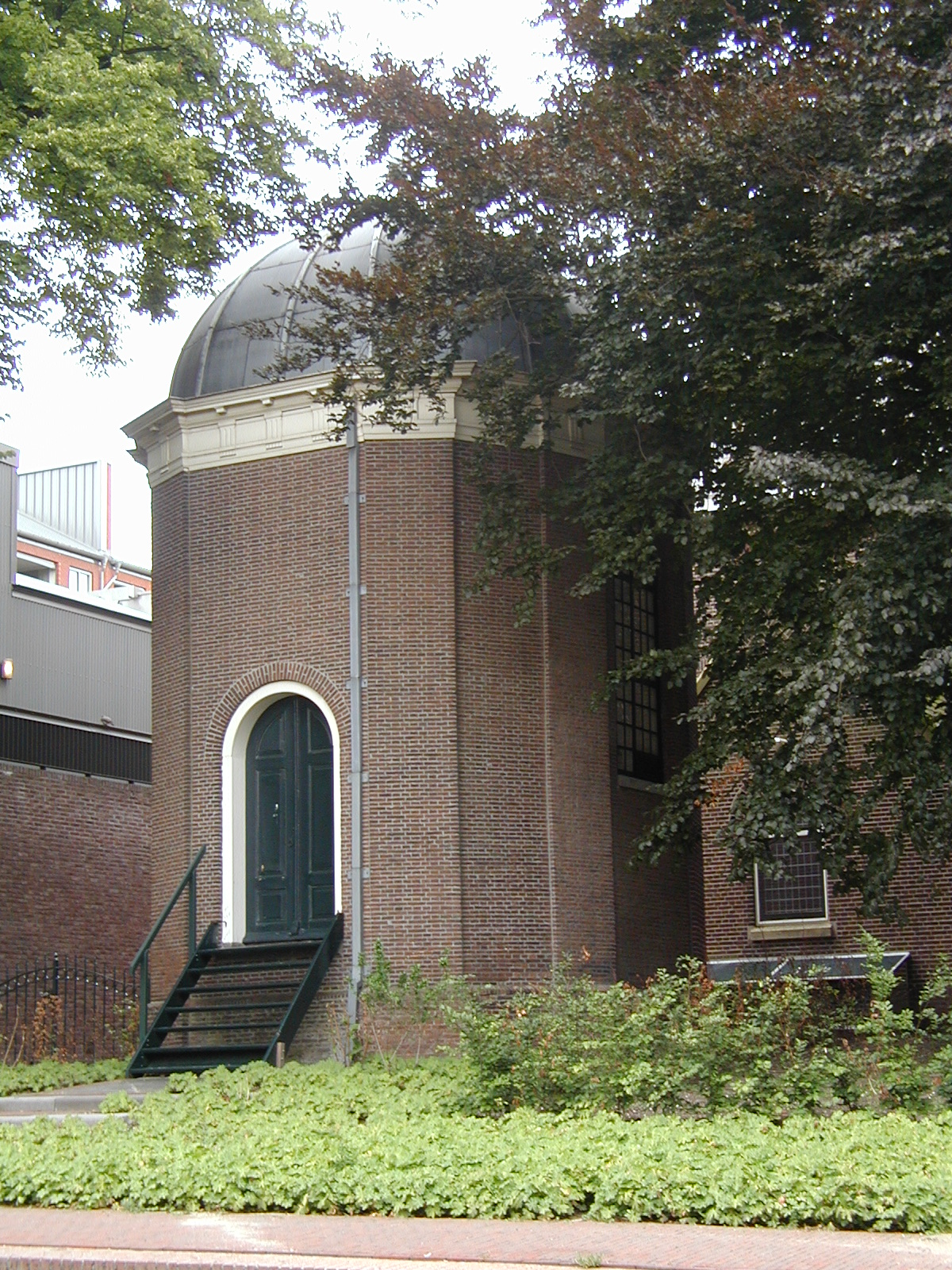
Grafkapel van de familie De Smeth te Alphen aan den Rijn, gebouwd in 1773.

Alphen en Rietveld is de naam van twee vroegere ambachtsheerlijkheden ofwel lage heerlijkheden. Deze heerlijkheden besloegen een gebied binnen de huidige gemeente Alphen aan den Rijn. Vanaf 1766 waren telgen uit het geslacht De Smeth heer van Alphen en Rietveld. Na het ontstaan van de nieuwe openbare bestuurlijke structuur in Nederland in de vroege negentiende eeuw, bezaten zij aan rechten feitelijk niet veel meer dan de visrechten op de Damse Rijn en de Gouwe. In de Nieuwe Kerk, nu Adventskerk, bezat de familie een grafkapel gebouwd in 1773, die de brand van de kerk in 1916 ongeschonden doorstond. Deze bevindt zich achter de Adventskerk. In 1972 werd de kapel aan de gemeente verkocht. De grafkapel werd in 1972 erkend als rijksmonument. In de jaren 1973/1974 werd de kapel gerestaureerd en ingericht als stiltecentrum.